# Gonomyia aitkeni
Gonomyia aitkeni là một loài ruồi trong họ Limoniidae. Chúng phân bố ở vùng Tân nhiệt đới.